# 洛东江站
洛東江站（：／ Nakdonggang yeok */?）是位于韩国庆尚南道密阳市三浪津邑三浪津里的一座鐵路站，属于庆全线和美田线。

## 历史
- 1906年12月12日 - 落成使用。
- 1962年12月20日 - 移动到现在位置。

## 车站周边
- 洛东江

## 相鄰車站
韓國鐵道公社
慶全線
三浪津－洛東江－翰林亭
美田線
美田信號場－洛東江